# Szkoła Zen Kwan Um w Polsce
Szkoła Zen Kwan Um w Polsce – związek wyznaniowy reprezentujący tradycję koreańskiego buddyzmu sŏn (jap. zen). Założycielem i duchowym patronem szkoły jest Dae Soen Sa Nim Seung Sahn (1927–2004), 78. patriarcha koreańskiej tradycji chogye. Działalność związku datuje się od pierwszej wizyty Seung Sahna DSSN w Polsce w 1978 roku, natomiast formalna rejestracja nastąpiła w 1982 roku (pod nazwą Stowarzyszenie Buddyjskie Zen „Chogie” w Polsce, która następnie została zamieniona na Szkoła Zen Kwan Um).
Związek jest częścią ogólnoświatowej Szkoły Zen Kwan Um, zrzeszającej obecnie około 70 ośrodków medytacyjnych w 17 krajach świata. W Polsce Szkoła Zen Kwan Um prowadzi pięć ośrodków i siedem grup medytacyjnych. Nauczycielem prowadzącym Świątyni Głównej Wubongsa jest mistrz zen Joeng Hye (Andrzej Piotrowski). Szkoła jest członkiem Polskiej Unii Buddyjskiej pod patronatem J. Ś. Dalajlamy. Wśród proponowanych przez nią aktywności i form praktyki znajdują się: codzienne poranne i wieczorne sesje medytacji oraz śpiewów, praktyka konganów, intensywne odosobnienia od 3 dni do 3 miesięcy, trening rezydencki, odosobnienia solo oraz pobyt gościnny Templestay.
W 2016 roku Szkoła liczyła 146 członków.